# Liste der Baudenkmale in Ochtersum
In der Liste der Baudenkmale in Vechelde sind die Baudenkmale der niedersächsischen Gemeinde Vechelde und ihrer Ortsteile aufgelistet. Der Stand der Liste ist der 19. Mai 2021. Die Quelle der Baudenkmale ist der Denkmalatlas Niedersachsen.
Baudenkmale sind „im Sinne des Gesetzes Bodendenkmale, bewegliche Denkmale und Denkmale der Erdgeschichte.“ Die Denkmalliste der Gemeinde Ochtersum umfasst sechs Baudenkmale.

## Allgemein
In den Spalten befinden sich folgende Informationen:
- Lage: die Adresse des Baudenkmales und die geographischen Koordinaten. Kartenansicht, um Koordinaten zu setzen. In der Kartenansicht sind Baudenkmale ohne Koordinaten mit einem roten Marker dargestellt und können in der Karte gesetzt werden. Baudenkmale ohne Bild sind mit einem blauen Marker gekennzeichnet, Baudenkmale mit Bild mit einem grünen Marker.
- Bezeichnung: Bezeichnung des Baudenkmales
- Beschreibung: die Beschreibung des Baudenkmales. Unter § 3 Abs. 2 NDSchG werden Einzeldenkmale und unter § 3 Abs. 3 NDSchG Gruppen baulicher Anlagen und deren Bestandteile ausgewiesen.
- ID: die Objekt-ID des Baudenkmales
- Bild: ein Bild des Baudenkmales, ggf. zusätzlich mit einem Link zu weiteren Fotos des Baudenkmals im Medienarchiv Wikimedia Commons. Wenn man auf das Kamerasymbol klickt, können Fotos zu Baudenkmalen aus dieser Liste hochgeladen werden:

## Westochtersum

### Gruppe: Kirchwurt West-Ochtersum
Die Gruppe „Kirchwurt West-Ochtersum“ hat die ID 34603285.

| Lage                                    | Bezeichnung | Beschreibung                                    | ID       | Bild |
| --------------------------------------- | ----------- | ----------------------------------------------- | -------- | ---- |
| Hammerweg 1 53° 36′ 33″ N, 7° 30′ 30″ O | Kirche      | Einschiffiger Ziegelbau mit Granitquadersockel. | 34615187 |      |
| Hammerweg 1 53° 36′ 32″ N, 7° 30′ 30″ O | Kirchwurt   |                                                 | 34615108 |      |
| Hammerweg 1 53° 36′ 32″ N, 7° 30′ 28″ O | Glockenturm |                                                 | 34615215 | BW   |

### Einzelbaudenkmale
| Lage                                                   | Bezeichnung | Beschreibung | ID       | Bild |
| ------------------------------------------------------ | ----------- | --- | -------- | ---- |
| Siefke-Kunstreich-Straße 6 53° 36′ 33″ N, 7° 30′ 24″ O | Pfarrhaus   | Gulfhaus mit kleinem Wirtschaftsteil, Stallseite zweimal einspringend, Traufgesims, Wirtschaftsgiebel mit Rundbogenfenstern. Wesentliche schutzbegründende Bedeutung: Typus-/Stilausprägung, datiert 1865 | 34615267 | BW   |

## Ostochtersum

### Einzelbaudenkmale
| Lage                                                | Bezeichnung              | Beschreibung | ID       | Bild |
| --------------------------------------------------- | ------------------------ | --- | -------- | ---- |
| Negenmeertener Straße 1 53° 36′ 36″ N, 7° 31′ 42″ O | Wohn-/Wirtschaftsgebäude | Kleines Gulfhaus, Ziegelbau, Wirtschaftsteil mit Rundbogenfenstern, Traufgesims. Wesentliche schutzbegründende Bedeutung: Typus-/Stilausprägung, datiert 1923                     | 3461516  | BW   |
| Esenser Straße 134a 53° 36′ 36″ N, 7° 31′ 49″ O     | Mühlenstumpf             | Einzige Turmwindmühle in Ostfriesland, fünfstöckiger massiver Turm. Kappe und Flügel fehlen. Wesentliche schutzbegründende Bedeutung: nicht alltäglicher Gestaltwert, erbaut 1911 | 34615134 | BW   |